# Landres
Pour l’article homonyme, voir Landres-et-Saint-Georges.
Cet article possède un paronyme, voir Langres (homonymie).
Landres est une commune française située dans le département de Meurthe-et-Moselle, en région Grand Est.

## Géographie

### Localisation
Landres est une commune lorraine située au nord du département de Meurthe-et-Moselle, au cœur du Pays Haut lorrain.
Le village de Landres est situé dans une légère cuvette, à un peu plus de 300 mètres d'altitude. Il est entouré de collines, à l'ouest, au sud et à l'est qui le dominent d'une quarantaine de mètres (altitude maximum : 346 mètres).
Landres est, à vol d'oiseau, à :
- 26 kilomètres à l'est des côtes de Meuse ;
- 20 kilomètres à l'ouest des côtes de Moselle ;
- 23 kilomètres au sud de la frontière franco-luxembourgeoise ;
- 13 kilomètres au nord-ouest de Briey ;
- 36 kilomètres au nord-ouest de Metz ;
- 75 kilomètres au nord/nord-ouest de Nancy ;
- 22 kilomètres au sud de Longwy ;
- 257 kilomètres à l'est/nord-est de Paris ;
- 164 kilomètres au nord-ouest de Strasbourg ;
- 40 kilomètres au sud/sud-ouest de Luxembourg ville.

### Géologie
Le sous-sol du bassin de Landres est calcaire, comme la presque totalité du sous-sol en Lorraine, exception faite du massif vosgien. Landres est située sur le rebord occidental des côtes de Moselle (dernière cuesta à l'est du Bassin parisien).
Ce sous-sol calcaire du Pays Haut date du jurassique moyen, dit Dogger. Il est le résultat d'une série d'immersions et d'émersions d'une vaste pénéplaine sableuse par des mers plus ou moins chaudes et profondes, déposant des couches alternativement dures (calcaire et grès) et souples (argile et marne). Ce phénomène a donné naissance à l'entité géologique dite « Bassin parisien ».
Au cours des ères tertiaires et quaternaire, les changements climatiques, l'érosion et l'influence des mouvements tectoniques du Massif des Vosges voisin, poursuivent le modelage des paysages du Pays Haut.
La géomorphologie du Pays Haut se caractérise par un plateau incliné d'est (sommet des côtes de Moselle, partie la plus élevée, dépassant en plusieurs points les 450 m d'altitude) en ouest (vers la plaine de la Woëvre, marneuse, au pied des côtes de Meuse). Les reliefs sont peu marqués, mais certaines vallées sont relativement encaissées, sous l'action de cours d'eau ayant acquis la puissance suffisante pour « inciser » le plateau. C'est le cas des affluents de la Moselle ou de la Meuse, comme l'Orne à partir de Hatrize, la Chiers au nord, et la Fensch entre les deux, et même des sous-affluents tels que le Woigot dès en amont de Briey ou la Crusnes à partir de Serrouville.
Pour Landres plus précisément, la commune étant située à la source du Woigot, à proximité de la limite de partage des eaux, le relief est plus doux et les vallées peu marquées.

### Hydrographie
La commune est traversée par la ligne de partage des eaux entre les bassins versants du Rhin et de la Meuse au sein du bassin Rhin-Meuse. Elle n'est drainée par aucun cours d'eau,.

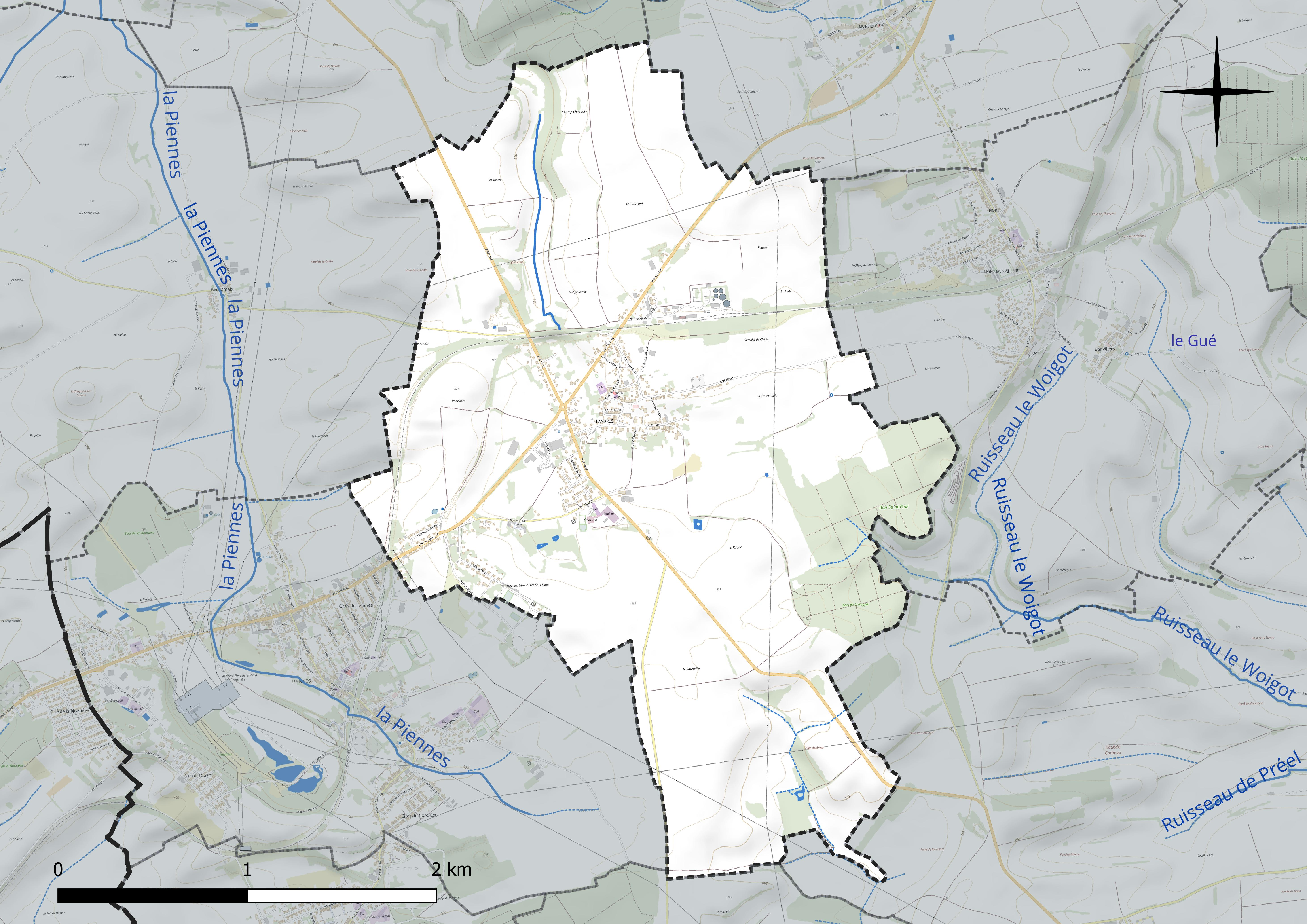
Réseau hydrographique de Landres.

### Climat
Pour des articles plus généraux, voir Climat du Grand Est et Climat de Meurthe-et-Moselle.
En 2010, le climat de la commune est de type climat de montagne, selon une étude du Centre national de la recherche scientifique s'appuyant sur une série de données couvrant la période 1971-2000. En 2020, Météo-France publie une typologie des climats de la France métropolitaine dans laquelle la commune est exposée à un climat semi-continental et est dans la région climatique Lorraine, plateau de Langres, Morvan, caractérisée par un hiver rude (1,5 °C), des vents modérés et des brouillards fréquents en automne et hiver.
Pour la période 1971-2000, la température annuelle moyenne est de 9,5 °C, avec une amplitude thermique annuelle de 16,2 °C. Le cumul annuel moyen de précipitations est de 878 mm, avec 13,1 jours de précipitations en janvier et 9,3 jours en juillet. Pour la période 1991-2020, la température moyenne annuelle observée sur la station météorologique de Météo-France la plus proche, « Rouvres-en-woevre », sur la commune de Rouvres-en-Woëvre à 14 km à vol d'oiseau, est de 10,8 °C et le cumul annuel moyen de précipitations est de 668,3 mm. 
La température maximale relevée sur cette station est de 40,2 °C, atteinte le 24 juillet 2019 ; la température minimale est de −15,4 °C, atteinte le 7 février 2012,,.
Les paramètres climatiques de la commune ont été estimés pour le milieu du siècle (2041-2070) selon différents scénarios d'émission de gaz à effet de serre à partir des nouvelles projections climatiques de référence DRIAS-2020. Ils sont consultables sur un site dédié publié par Météo-France en novembre 2022.

## Urbanisme

### Typologie
Au 1er janvier 2024, Landres est catégorisée bourg rural, selon la nouvelle grille communale de densité à sept niveaux définie par l'Insee en 2022.
Elle appartient à l'unité urbaine de Piennes, une agglomération intra-départementale regroupant trois  communes, dont elle est une commune de la banlieue,,. La commune est en outre hors attraction des villes,.

### Occupation des sols
L'occupation des sols de la commune, telle qu'elle ressort de la base de données européenne d’occupation biophysique des sols Corine Land Cover (CLC), est marquée par l'importance des territoires agricoles (82,8 % en 2018), en diminution par rapport à 1990 (84,5 %). La répartition détaillée en 2018 est la suivante : terres arables (71,5 %), prairies (10,8 %), zones urbanisées (9,5 %), forêts (7,8 %), zones agricoles hétérogènes (0,4 %). L'évolution de l’occupation des sols de la commune et de ses infrastructures peut être observée sur les différentes représentations cartographiques du territoire : la carte de Cassini (XVIIIe siècle), la carte d'état-major (1820-1866) et les cartes ou photos aériennes de l'IGN pour la période actuelle (1950 à aujourd'hui).

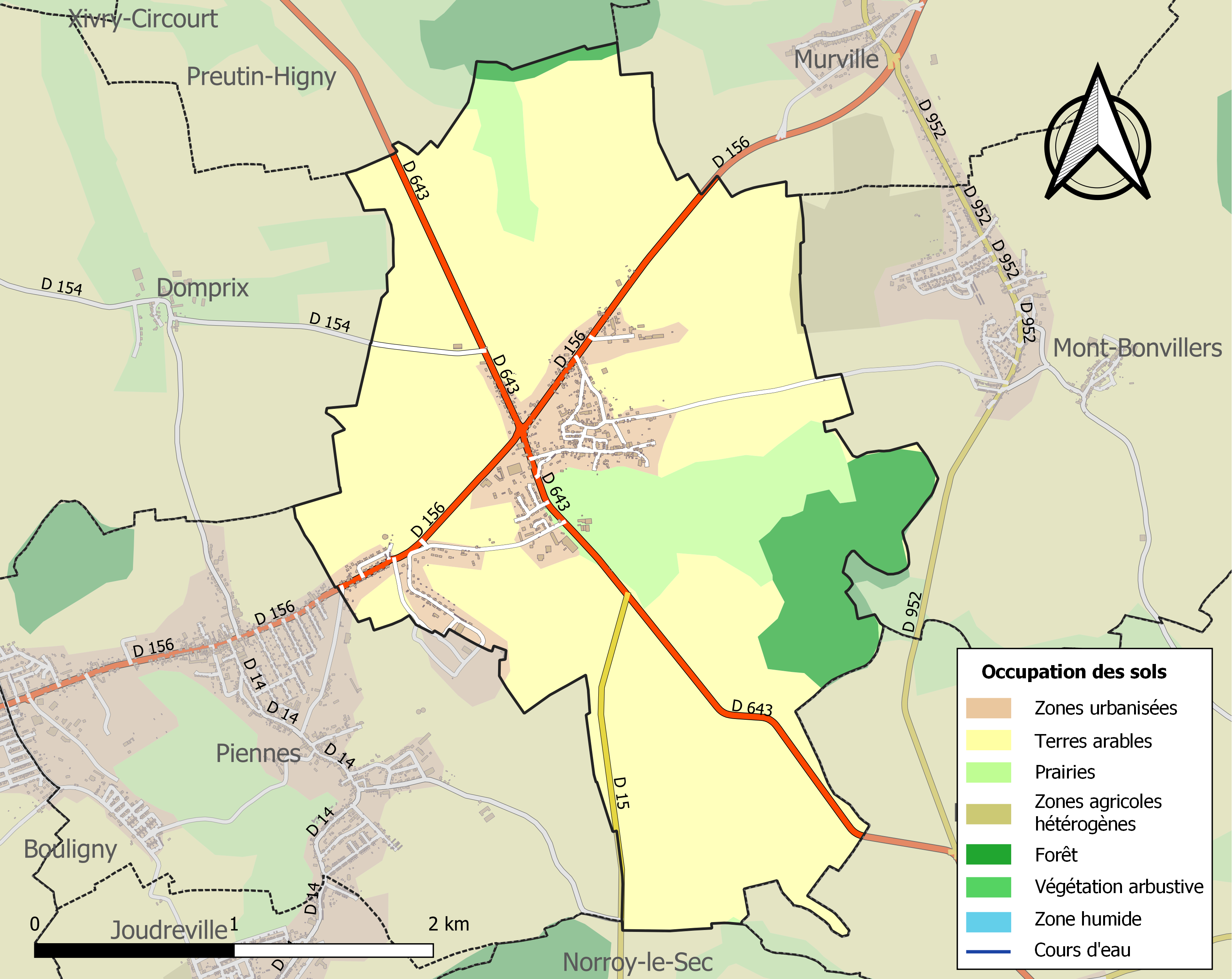
Carte des infrastructures et de l'occupation des sols de la commune en 2018 (CLC).

## Toponymie
Le nom de la localité est attesté sous les formes Landes (1128) ; Lende (1137) ; Lendes (1411) ; Landrez (1413) ; Landre (1605) ; Lendres (1618) ; Landre et Mont (1749).
Pluriel de l'oïl, d'origine gauloise, lande « terrain couvert de broussaille, terrain inculte ».

## Histoire
Avant la Première Guerre mondiale, Landres ne vivait que de l'agriculture. Landres et Piennes ne faisaient qu'une seule commune ; la mairie était à Landres car Piennes était, jusqu'en 1912, moins importante. Des mines s'ouvrent dans les deux villes et prennent de plus en plus d'importance. La gare la plus proche se trouvait alors à 10 kilomètres. Pour que les mines puissent fonctionner, une voie ferrée a été construite à Baroncourt, à Audun-le-Roman et à Landres. C'est à partir de cette date que Landres et Piennes se séparèrent et donnèrent deux communes[réf. souhaitée]. La guerre éclate en 1914 ; les mines sont fermées. Le 22 août 1914, le village est incendié par les Allemands. L'incendie du village commence par l'église. Il n'en restera que le clocher. L'armée impériale allemande exécute 10 civils et détruit 67 maisons, lors des atrocités allemandes commises au début de l'invasion. Les unités mises en cause sont les 33e DI -Division d'infanterie- et 3e DC -Division de Cavalerie-. Après l'armistice de 1918, l'activité du village reprend, les mines rouvrent en 1919[réf. souhaitée].
- Voir aussi Bibliographie

## Politique et administration

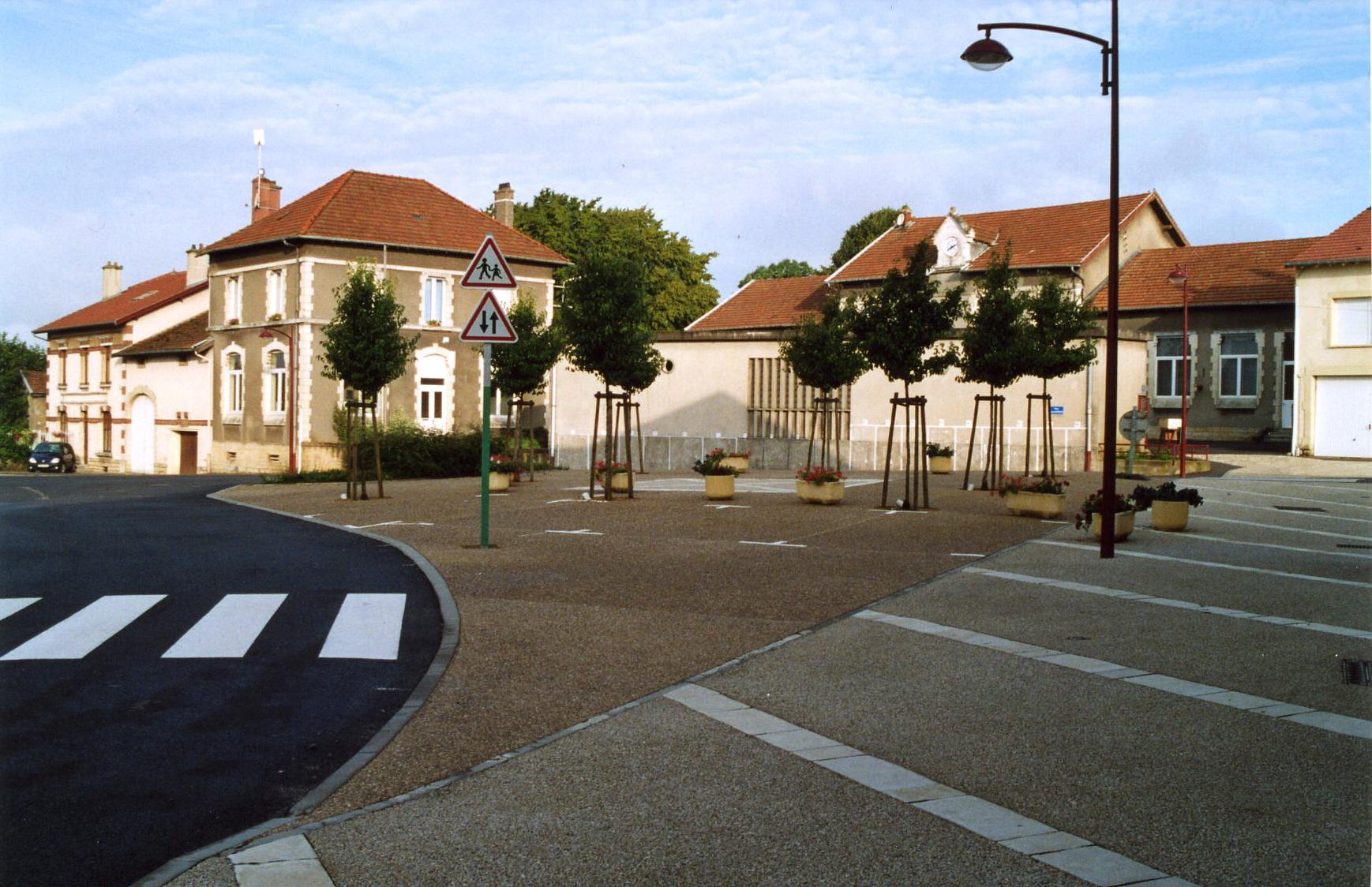
Mairie, écoles maternelle et primaire.

| Période                                  | Période                   | Identité                                     | Étiquette          | Qualité                                    |
| ---------------------------------------- | ------------------------- | -------------------------------------------- | ------------------ | ------------------------------------------ |
| Les données manquantes sont à compléter. |                           |                                              |                    |                                            |
| 1945                                     |                           | Charles Martin                               |                    | Décès en cours de mandat                   |
| 1958                                     |                           | Émile Dauphin                                |                    | Intérim (à la suite du décès de C. Martin) |
| 1977                                     |                           | Édouard Mastelli                             | Union de la gauche |                                            |
| 1983                                     |                           | Alphonse Brychcy                             | Union de la gauche |                                            |
| 1989                                     |                           | François Santoro                             |                    |                                            |
| mars 2001                                | mars 2008                 | Danièle Fregona                              | PCF                |                                            |
| mars 2008                                | En cours (au 28 mai 2020) | Marc Ceccato, Réélu pour le mandat 2020-2026 |                    | Ancien cadre                               |

## Population et société

### Démographie
L'évolution du nombre d'habitants est connue à travers les recensements de la population effectués dans la commune depuis 1793. Pour les communes de moins de 10 000 habitants, une enquête de recensement portant sur toute la population est réalisée tous les cinq ans, les populations de référence des années intermédiaires étant quant à elles estimées par interpolation ou extrapolation. Pour la commune, le premier recensement exhaustif entrant dans le cadre du nouveau dispositif a été réalisé en 2008.

En 2022, la commune comptait 979 habitants, en évolution de +0,2 % par rapport à 2016 (Meurthe-et-Moselle : −0,13 %, France hors Mayotte : +2,11 %).
| 1793 | 1800 | 1806 | 1821 | 1836 | 1841 | 1861 | 1866 | 1872 |
| ---- | ---- | ---- | ---- | ---- | ---- | ---- | ---- | ---- |
| 307  | 303  | 317  | 518  | 556  | 503  | 467  | 433  | 474  |

| 1876 | 1881 | 1886 | 1891 | 1896 | 1901 | 1906  | 1911 | 1921 |
| ---- | ---- | ---- | ---- | ---- | ---- | ----- | ---- | ---- |
| 460  | 459  | 411  | 371  | 359  | 431  | 1 638 | 873  | 482  |

| 1926 | 1931 | 1936 | 1946 | 1954 | 1962 | 1968 | 1975  | 1982  |
| ---- | ---- | ---- | ---- | ---- | ---- | ---- | ----- | ----- |
| 718  | 750  | 628  | 659  | 824  | 950  | 973  | 1 006 | 1 008 |

| 1990 | 1999 | 2006 | 2008 | 2013 | 2018 | 2022 | - | - |
| ---- | ---- | ---- | ---- | ---- | ---- | ---- | - | - |
| 959  | 930  | 888  | 866  | 971  | 972  | 979  | - | - |

## Culture locale et patrimoine

### Lieux et monuments

#### Édifices civils
- ancienne demeure des comtes de Mercy, située 4 rue de Mercy construite au XVIIe siècle, repercée aux XVIIIe, XIXe et XXe siècles ;
- trois châteaux tous détruits.

#### Édifices religieux
Les principaux édifices dédiés aux cultes sont :
- l'église paroissiale Saint-Privat, ancienne église détruite en 1622, reconstruite puis brûlée en 1743 avec tout le village et reconstruite ; église actuelle reconstruite en 1863 ;
- une ancienne chapelle, située rue de la Chapelle, construite en 1763 (date portée par le linteau de la porte) ;
- la salle du Royaume utilisée par les témoins de Jéhovah.

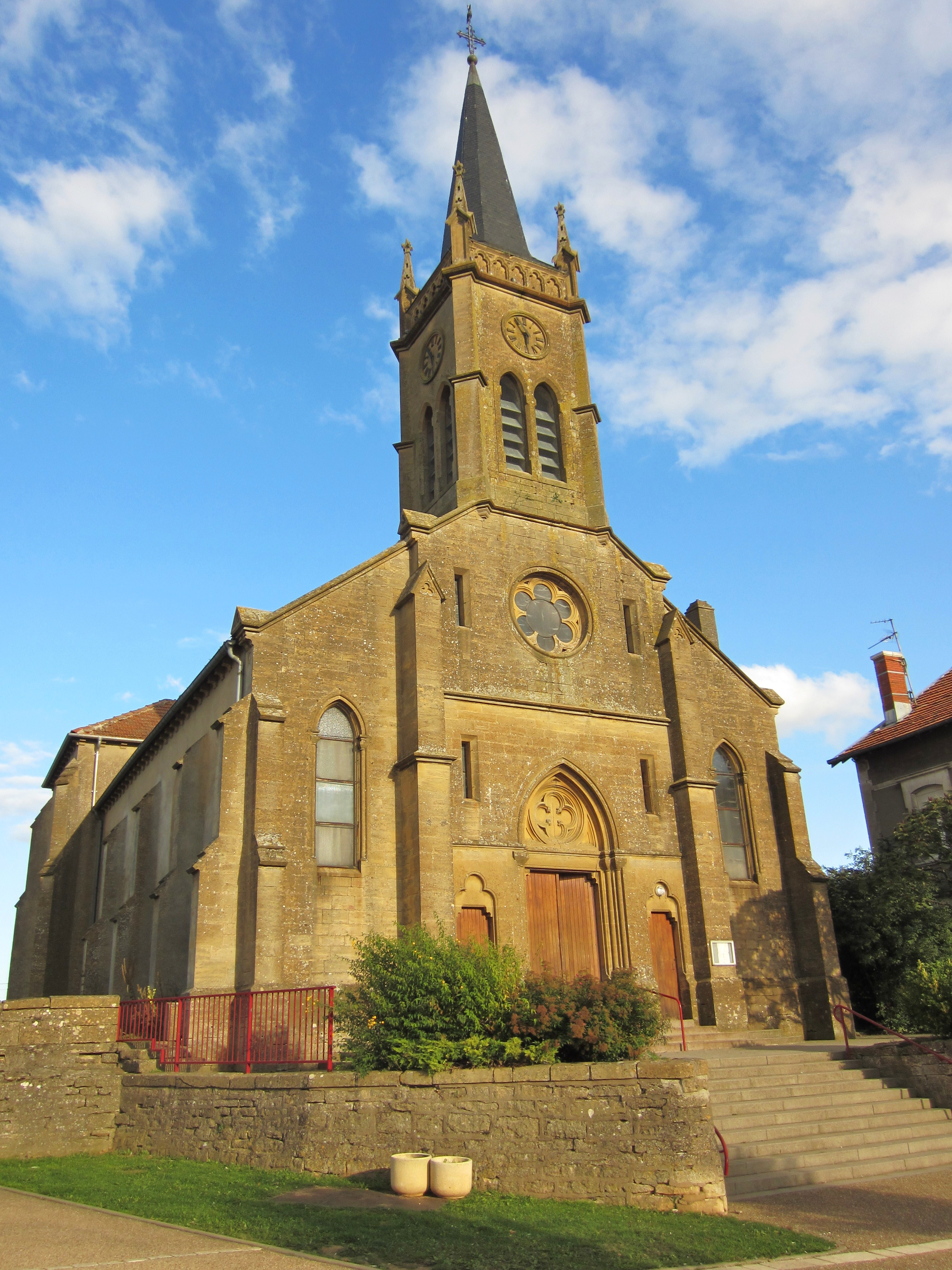
Église paroissiale Saint-Privat.
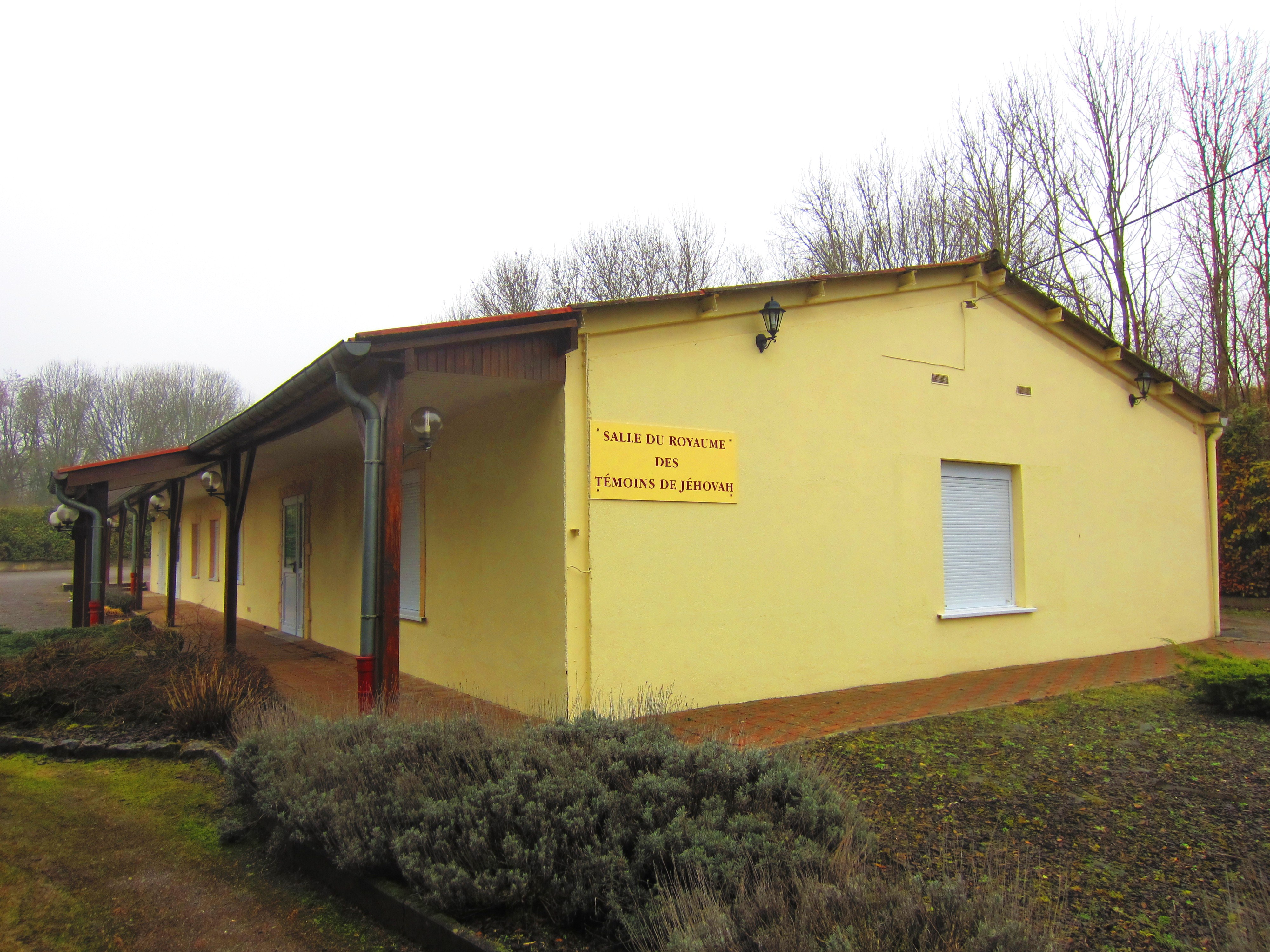
Salle du Royaume.

### Personnalités liées à la commune
- Michel Neyret, commissaire de police, né à Landres en 1956.

### Héraldique
| Blason de Landres | Blason  | D'azur à la croix d'argent, à l'écusson d'or à trois pals alésés et fichés de gueules, brochant en abîme. |
| Blason de Landres | Détails | Le statut officiel du blason reste à déterminer.                                                          |

.

Blason de la famille de Briey

Le blason de la commune de Landres est composé en 1983, sur demande du conseil municipal, par Jean-Jacques Jouve, historien, et agréé par la direction des archives départementales de Nancy. Il reprend les armes de Catherine de Choiseul, dite d’Aigremont — épouse de Didier de Landres, écuyer, seigneur d’Avillers et de Landres — décédée le 26 octobre 1523 et inhumée dans l’église de Landres où sa pierre tombale est encore conservée : d’azur à la croix d’or cantonnée de vingt billettes du même, cinq dans chaque canton, et chargée en cœur d’une croix ancrée de gueules. et les armes de la famille de Mercy qui acquiert au XVIIIe siècle la terre de Landres : d’azur à la croix d’or.. Les armes des deux familles sont brisées d’azur à la croix d’argent pour faciliter la lecture du blason de Landres. Enfin, ce blason est chargé en abîme des armes de la famille de Briey de Landres qui a toujours possédé la seigneurie de Landres et en porte encore le nom : d’or à trois pals alésés et fichés de gueules.